# Удупу (Телеорман)
Удупу (рум. Udupu) насеље је у Румунији у округу Телеорман у општини Татараштиј де Сус. Oпштина се налази на надморској висини од 125 m.

## Становништво
Према подацима из 2002. године у насељу је живело 1789 становника.

### Попис2002.
| Расподела становништва по националности 2002.‍ | Расподела становништва по националности 2002.‍ | Расподела становништва по националности 2002.‍ | Расподела становништва по националности 2002.‍ | Расподела становништва по националности 2002.‍ |
| --------------------------------------------- | --------------------------------------------- | --------------------------------------------- | --------------------------------------------- | --------------------------------------------- |
|                                               |                                               |                                               |                                               |                                               |
| Румуни                                        | Румуни                                        |                                               | 1.615                                         | 90,3%                                         |
| Роми                                          | Роми                                          |                                               | 174                                           | 9,7%                                          |